# Scottish FA Cup 1954/55
Der Scottish FA Cup wurde 1954/55 zum 70. Mal ausgespielt. Der wichtigste Fußball-Pokalwettbewerb im schottischen Vereinsfußball wurde vom Schottischen Fußballverband geleitet und ausgetragen. Er begann am 11. September 1954 und endete mit dem Wiederholungsfinale am 27. April 1955 im Hampden Park von Glasgow. Als Titelverteidiger startete Celtic Glasgow in den Wettbewerb, das im Finale des Vorjahres gegen den FC Aberdeen gewann. Im diesjährigen Endspiel um den Schottischen Pokal standen sich Celtic Glasgow und der FC Clyde gegenüber. Für Celtic war es das insgesamt 24. Endspiel im schottischen Pokal seit 1889. Clyde erreichte zum fünften Mal insgesamt seit 1910 das Pokalfinale. Es war das erste Schottische Pokalfinale das per Liveübertragung im Fernsehen ausgestrahlt wurde. Nach einem 1:1 im ersten Finalspiel, gewann der FC Clyde das Wiederholungsfinale mit 1:0 durch ein Tor von Tommy Ring. Es war nach 1939 der zweite Pokalsieg. In der Saison 1954/55 wurde der FC Aberdeen erstmals Schottischer Meister. Celtic wurde Vizemeister, Clyde Tabellensiebter. Den Ligapokal gewann Heart of Midlothian.

## 1. Runde
Ausgetragen wurden die Begegnungen am 11. September 1954. Die Wiederholungsspiele fanden am 18. September 1954 statt.
|                                  | Ergebnis |                         |
| -------------------------------- | -------- | ----------------------- |
| University of Aberdeen           | 3:3      | Girvan Amateurs         |
| FC Babcock & Wilcox              | 3:1      | Shawfield Amateurs      |
| Burntisland Shipbuilding Company | 1:7      | Forres Mechanics        |
| Chirnside United                 | 1:4      | FC Peterhead            |
| Civil Service Strollers          | 2:3      | FC Vale of Leithen      |
| FC Deveronvale                   | 0:4      | Inverness Thistle       |
| Eyemouth United                  | 2:3      | Buckie Thistle          |
| FC Fraserburgh                   | 9:0      | University of Edinburgh |
| Gala Fairydean Rovers            | 5:3      | FC Keith                |
| University of Glasgow            | 1:5      | FC Huntly               |
| FC Caledonian                    | 7:3      | FC Rothes               |
| Leith Athletic                   | w/o      | FC Selkirk              |
| FC Lossiemouth                   | 6:0      | Murrayfield Amateurs    |
| FC Newton Stewart                | 3:5      | Elgin City              |
| Ross County                      | 2:2      | Peebles Rovers          |
| St. Cuthbert Wanderers           | 5:1      | FC Vale of Atholl       |
| Tarff Rovers                     | 1:1      | FC Duns                 |
| Wick Academy                     | 2:4      | FC Coldstream           |

### Wiederholungsspiele
|                 | Ergebnis |                        |
| --------------- | -------- | ---------------------- |
| FC Duns         | 3:0      | Tarff Rovers           |
| Girvan Amateurs | 2:0      | University of Aberdeen |
| Peebles Rovers  | 5:1      | Ross County            |

## 2. Runde
Ausgetragen wurden die Begegnungen am 25. September 1954. Das Wiederholungsspiel fand am 2. Oktober 1954 statt.
|                        | Ergebnis |                       |
| ---------------------- | -------- | --------------------- |
| Brora Rangers          | 2:0      | FC Coldstream         |
| FC Duns                | 1:2      | Buckie Thistle        |
| Elgin City             | 1:1      | Clachnacuddin F.C.    |
| Forres Mechanics       | 5:1      | FC Huntly             |
| FC Caledonian          | 5:0      | FC Wigtown            |
| Inverness Thistle      | 7:1      | FC Selkirk            |
| FC Lossiemouth         | 1:0      | Gala Fairydean Rovers |
| Peebles Rovers         | 4:3      | Girvan Amateurs       |
| FC Peterhead           | 7:0      | FC Babcock & Wilcox   |
| St. Cuthbert Wanderers | 4:2      | FC Whithorn           |
| FC Vale of Leithen     | 0:4      | FC Fraserburgh        |

### Wiederholungsspiel
|                    | Ergebnis |            |
| ------------------ | -------- | ---------- |
| Clachnacuddin F.C. | 7:1      | Elgin City |

## 3. Runde
Ausgetragen wurden die Begegnungen am 9. Oktober 1954. Die Wiederholungsspiele fanden am 16. Oktober 1954 statt.
|                   | Ergebnis |                        |
| ----------------- | -------- | ---------------------- |
| Berwick Rangers   | 3:3      | Clachnacuddin F.C.     |
| Brora Rangers     | 3:3      | FC Caledonian          |
| FC Fraserburgh    | 4:2      | FC East Stirlingshire  |
| Inverness Thistle | 2:1      | FC Stranraer           |
| FC Lossiemouth    | 2:2      | Forres Mechanics       |
| FC Montrose       | 3:1      | FC Dumbarton           |
| Peebles Rovers    | 5:2      | St. Cuthbert Wanderers |
| FC Peterhead      | 0:4      | Buckie Thistle         |

### Wiederholungsspiele
|                    | Ergebnis  |                 |
| ------------------ | --------- | --------------- |
| Forres Mechanics   | 5:3 n. V. | FC Lossiemouth  |
| Clachnacuddin F.C. | 2:1       | Berwick Rangers |
| FC Caledonian      | 8:2       | Brora Rangers   |

## 4. Runde
Ausgetragen wurden die Begegnungen am 23. Oktober 1954. Die Wiederholungsspiele fanden am 30. Oktober und 10. November 1954 statt.
|                    | Ergebnis |                   |
| ------------------ | -------- | ----------------- |
| Alloa Athletic     | 4:2      | FC Fraserburgh    |
| FC Arbroath        | 2:0      | Brechin City      |
| Buckie Thistle     | 1:1      | FC Queen’s Park   |
| FC Cowdenbeath     | 2:2      | Ayr United        |
| Dundee United      | 1:3      | Forfar Athletic   |
| Clachnacuddin F.C. | 1:2      | Inverness Thistle |
| FC Montrose        | 1:3      | FC Caledonian     |
| Peebles Rovers     | 0:2      | Forres Mechanics  |

### Wiederholungsspiele
|                 | Ergebnis  |                |
| --------------- | --------- | -------------- |
| Ayr United      | 3:3 n. V. | FC Cowdenbeath |
| FC Queen’s Park | 1:2       | Buckie Thistle |

### 2. Wiederholungsspiel
|            | Ergebnis |                |
| ---------- | -------- | -------------- |
| Ayr United | *3:1 *   | FC Cowdenbeath |

## 5. Runde
Ausgetragen wurden die Begegnungen am 5. Februar 1955. Die Wiederholungsspiele fanden am 9. Februar 1954 statt.
|                      | Ergebnis |                     |
| -------------------- | -------- | ------------------- |
| Airdrieonians FC     | 4:3      | Forfar Athletic     |
| Alloa Athletic       | 2:4      | Celtic Glasgow      |
| FC Arbroath          | 0:4      | FC St. Johnstone    |
| Buckie Thistle       | 2:0      | Inverness Thistle   |
| FC Clyde             | 3:0      | Albion Rovers       |
| Dunfermline Athletic | 4:2      | Partick Thistle     |
| FC East Fife         | 1:2      | FC Kilmarnock       |
| FC Falkirk           | 4:0      | FC Stenhousemuir    |
| Forres Mechanics     | 3:4      | FC Motherwell       |
| Hamilton Academical  | 2:1      | FC St. Mirren       |
| Heart of Midlothian  | 5:0      | Hibernian Edinburgh |
| FC Caledonian        | 1:1      | Ayr United          |
| Greenock Morton      | 1:3      | Raith Rovers        |
| Glasgow Rangers      | 0:0      | FC Dundee           |
| Stirling Albion      | 0:6      | FC Aberdeen         |
| Third Lanark         | 2:1      | Queen of the South  |

### Wiederholungsspiele
|            | Ergebnis  |                 |
| ---------- | --------- | --------------- |
| Ayr United | 2:4 n. V. | FC Caledonian   |
| FC Dundee  | 0:1       | Glasgow Rangers |

## Achtelfinale
Ausgetragen wurden die Begegnungen am 19. Februar 1954. Das Wiederholungsspiel fand am 25. Februar 1953 statt.
|                  | Ergebnis |                      |
| ---------------- | -------- | -------------------- |
| FC Aberdeen      | 2:1      | Glasgow Rangers      |
| Airdrieonians FC | 7:0      | Dunfermline Athletic |
| Buckie Thistle   | 0:6      | Heart of Midlothian  |
| FC Clyde         | 3:1      | Raith Rovers         |
| FC Caledonian    | 0:7      | FC Falkirk           |
| FC Kilmarnock    | 1:1      | Celtic Glasgow       |
| FC St. Johnstone | 0:1      | Hamilton Academical  |
| Third Lanark     | 1:3      | FC Motherwell        |

### Wiederholungsspiel
|                | Ergebnis |               |
| -------------- | -------- | ------------- |
| Celtic Glasgow | 1:0      | FC Kilmarnock |

## Viertelfinale
Ausgetragen wurden die Begegnungen am 5. März 1954. Das Wiederholungsspiel fand am 9. März 1954 statt.
|                     | Ergebnis |                     |
| ------------------- | -------- | ------------------- |
| Airdrieonians FC    | 4:1      | FC Motherwell       |
| Celtic Glasgow      | 2:1      | Hamilton Academical |
| FC Clyde            | 5:0      | FC Falkirk          |
| Heart of Midlothian | 1:1      | FC Aberdeen         |

### Wiederholungsspiel
|             | Ergebnis |                     |
| ----------- | -------- | ------------------- |
| FC Aberdeen | 2:0      | Heart of Midlothian |

## Halbfinale
Ausgetragen wurden die Begegnungen am 26. März 1955. Die Wiederholungsspiele fanden am 4. April 1955 statt.
|                | Ergebnis |                  |
| -------------- | -------- | ---------------- |
| Celtic Glasgow | *2:2 *   | Airdrieonians FC |
| FC Clyde       | **2:2 ** | FC Aberdeen      |

### Wiederholungsspiele
|                | Ergebnis |                  |
| -------------- | -------- | ---------------- |
| Celtic Glasgow | *2:0 *   | Airdrieonians FC |
| FC Clyde       | **1:0 ** | FC Aberdeen      |

## Finale
| FC Clyde                                 | FC Clyde | Celtic Glasgow | Celtic Glasgow |
| ---------------------------------------- | --- | --- | -------------- |
| FC Clyde                                 | \| Finale \| \| 23. April 1955 in Glasgow (Hampden Park) \| \| Ergebnis: 1:1 (0:1) \| \| Zuschauer: 106.234 \| \| Schiedsrichter: Charlie Faultless \| \| Spielbericht \|              | \| Finale \| \| 23. April 1955 in Glasgow (Hampden Park) \| \| Ergebnis: 1:1 (0:1) \| \| Zuschauer: 106.234 \| \| Schiedsrichter: Charlie Faultless \| \| Spielbericht \|              | Celtic Glasgow |
| FC Clyde                                 | Ken Hewkins – Albie Murphy, Harry Haddock, Ralph Granville, Tommy Anderson, Davie Laing, John Divers, Archie Robertson, Ally Hill, George Brown, Tommy Ring Cheftrainer: Paddy Travers | John Bonnar – Mike Haughney, Bertie Peacock, Frank Meechan, Bobby Evans, Jock Stein, Bobby Collins, Charlie Tully, Willie Fernie, John McPhail, Jimmy Walsh Cheftrainer: Jimmy McGrory | Celtic Glasgow |
| FC Clyde                                 | 1:1 Archie Robertson (87.) | 0:1 Jimmy Walsh (38.) | Celtic Glasgow |
| Finale                                   | | |                |
| 23. April 1955 in Glasgow (Hampden Park) | | |                |
| Ergebnis: 1:1 (0:1)                      | | |                |
| Zuschauer: 106.234                       | | |                |
| Schiedsrichter: Charlie Faultless        | | |                |
| Spielbericht                             | | |                |

## Wiederholungsfinale
| FC Clyde                                 | FC Clyde | Celtic Glasgow | Celtic Glasgow |
| ---------------------------------------- | --- | --- | -------------- |
| FC Clyde                                 | \| Finale \| \| 27. April 1954 in Glasgow (Hampden Park) \| \| Ergebnis: 1:0 (0:0) \| \| Zuschauer: 68.831 \| \| Schiedsrichter: Charlie Faultless \| \| Spielbericht \|               | \| Finale \| \| 27. April 1954 in Glasgow (Hampden Park) \| \| Ergebnis: 1:0 (0:0) \| \| Zuschauer: 68.831 \| \| Schiedsrichter: Charlie Faultless \| \| Spielbericht \|             | Celtic Glasgow |
| FC Clyde                                 | Ken Hewkins – Albie Murphy, Harry Haddock, Ralph Granville, Tommy Anderson, Davie Laing, John Divers, Archie Robertson, Ally Hill, George Brown, Tommy Ring Cheftrainer: Paddy Travers | John Bonnar – Mike Haughney, Bertie Peacock, Frank Meechan, Bobby Evans, Jock Stein, Sean Fallon, Charlie Tully, Willie Fernie, John McPhail, Jimmy Walsh Cheftrainer: Jimmy McGrory | Celtic Glasgow |
| FC Clyde                                 | 1:0 Tommy Ring (52.) | | Celtic Glasgow |
| Finale                                   | | |                |
| 27. April 1954 in Glasgow (Hampden Park) | | |                |
| Ergebnis: 1:0 (0:0)                      | | |                |
| Zuschauer: 68.831                        | | |                |
| Schiedsrichter: Charlie Faultless        | | |                |
| Spielbericht                             | | |                |